# Antonieta Caporale
Antonieta Evelin Caporale Zamora est une femme politique vénézuélienne. Elle a été brièvement ministre vénézuélienne de la Santé en 2017,.

## Biographie
Elle est gynécologue-obstétricienne de profession. Elle a travaillé au Oncológico Padre Machado, à la maternité Concepción Palacios, et a été directrice d'un hôpital clinique universitaire.
Le 4 janvier 2017, le président vénézuélien Nicolás Maduro la nomme ministre de la Santé. Elle est relevée de ses fonctions le 10 mai suivant, après avoir rendu publics des bulletins épidémiologiques qui font été d'une hausse de la mortalité infantile et des cas de paludisme, et ce dans un contexte national troublé où les Vénézuéliens subissent une pénurie d'aliments et de médicaments,.